# Азиатская федерация хоккея на траве
Азиатская федерация хоккея на траве (англ. Asian Hockey Federation, сокр. АHF) — структура, управляющая хоккеем на траве в странах Азии. Объединяет 33 национальные федерации. Представляет Международную федерацию хоккея на траве (ФИХ) в азиатских странах. Штаб-квартира находится в столице Малайзии Куала-Лумпуре. Президентом АHF с 2019 является Фумио Огура (Япония).

## История
Азиатская федерация хоккея на траве основана в 1958 года в Токио (Япония) во время проведения III Азиатских Игр в программу которых впервые был включён турнир по хоккею на траве среди мужчин. Первыми странами-членами новой организации стали Индия, Малайзия, Пакистан, Южная Корея и Япония. В 1982 в Азиатских играх дебютировали и женские национальные сборные. 
В 1982 году в Карачи (Пакистан) АHF провела первый чемпионат (Кубок) Азии по хоккею на траве среди мужских команд. Первый аналогичный официальный женский турнир прошёл в 1985 году в Сеуле (Южная Корея).
С 1987 проводятся чемпионаты Азии среди мужских, а с 1992 — и среди женских молодёжных сборных команд. С 2001 разыгрываются азиатские первенства среди юношей и девушек до 18 лет.
С 2008 года проходят чемпионаты Азии по индорхоккею среди мужских, а с 2009 — и среди женских сборных.

## Структура АHF
Высший орган Азиатской федерации хоккея на траве — Конгресс, созываемый раз в два года.
Для решения задач, поставленных Конгрессом перед АHF, а также уставных требований, делегаты Конгресса избирают Совет в количестве 21 человека. Руководит его работой Президент Азиатской федерации хоккея на траве.
Для решения специальных задач, стоящих перед АHF, в её структуре созданы постоянные технические комитеты: по проведению соревнований, финансовый, дисциплинарный, тренерский, женский и другие.

## Официальные соревнования
В рамках своей деятельности Азиатская федерация хоккея на траве отвечает за проведение следующих турниров:

### Хоккей на траве
- Турниры по хоккею на траве в рамках Азиатских игр;
- Чемпионаты Азии среди национальных сборных команд — один раз в 4 года по нечётным послеолимпийским годам;
- Азиатский Трофей чемпионов по хоккею на траве — один раз в два года по нечётным годам;
- Чемпионаты Азии среди молодёжных сборных команд — один раз в 4 года по чётным олимпийским годам;
- Чемпионаты Азии среди юниорских сборных команд — один раз в два года по нечётным годам (возраст участников до 18 лет);
- Кубок азиатских чемпионов среди клубных команд — один раз в два года по чётным годам.

### Индорхоккей
- Чемпионаты Азии среди национальных сборных команд — один раз в два года по нечётным годам;
- Клубный чемпионат Азии — один раз в два года по чётным годам.

## Члены АHF
| - Афганистан - Бангладеш - Бруней - Восточный Тимор - Вьетнам - Гонконг - Индия - Индонезия - Иран - Казахстан - Камбоджа | - Катар - Китай - КНДР - Макао - Малайзия - Монголия - Мьянма - Непал - ОАЭ - Оман - Пакистан | - Саудовская Аравия - Сингапур - Таджикистан - Таиланд - Тайвань - Туркменистан - Узбекистан - Филиппины - Шри-Ланка - Южная Корея - Япония |